# Chengshang (sockenhuvudort i Kina, Jiangxi Sheng, lat 27,68, long 115,65)
Chengshang är en sockenhuvudort i Kina. Den ligger i provinsen Jiangxi, i den sydöstra delen av landet, omkring 110 kilometer söder om provinshuvudstaden Nanchang. Antalet invånare är 13 937. Befolkningen består av 6 404 kvinnor och 7 533 män. Barn under 15 år utgör 22,0 %, vuxna 15-64 år 70 %, och äldre över 65 år 7,0 %.
Runt Chengshang är det ganska tätbefolkat, med 139 invånare per kvadratkilometer. Närmaste större samhälle är Daifang, 15,3 km söder om Chengshang. Trakten runt Chengshang består till största delen av jordbruksmark.
Genomsnittlig årsnederbörd är 2 267 millimeter. Den regnigaste månaden är juni, med i genomsnitt 364 mm nederbörd, och den torraste är oktober, med 22 mm nederbörd.